# Луков (Луцкий район)
Лу́ков (укр. Луків) — село в Рожищенской городской общине Луцкого района Волынской области Украины.
До 2020 года входило в Рожищенский район.
Код КОАТУУ — 0724583501. Население по переписи 2001 года составляет 449 человек. Почтовый индекс — 45115. Телефонный код — 3368. Занимает площадь 0,015 км².